# Adolfo Muñoz
Adolfo Muñoz (n. Buena Fe, Ecuador; 12 de diciembre de 1997) es un futbolista ecuatoriano. Juega de extremo y su equipo actual es Macará de la Serie A de Ecuador.

## Trayectoria

### El Nacional
Empezó su carrera futbolística en el equipo militar en el año 2011, se formó e hizo todas las formativas en El Nacional, en la sub-14 disputó 3 partidos, posteriormente con la sub-16 jugó 52 partidos entre 2012 y 2013, marcando 26 goles, en la sub-18 en 2014 jugó 38 partidos y anotó 15 goles, sus buenas actuaciones hicieron que en el año 2015 debute en el primer equipo, bajo el mando de Octavio Zambrano jugó su primer partido en la Serie A el 29 de marzo de 2015 en la fecha 10 de la primera etapa, entró al cambio en el partido que El Nacional venció a Mushuc Runa como visitante por 3-0.
Las siguientes temporadas se consolidó dentro del primer equipo, entre 2016 y 2018 disputó 89 partidos y convirtió 18 goles, también fue parte de la selección de fútbol sub-20 de Ecuador que disputó el Campeonato Sudamericano de Fútbol Sub-20 de 2017 en Ecuador, logró clasificar al Mundial sub-20 2017 que se jugó en Corea del Sur más tarde ese mismo año.

### Liga Deportiva Universitaria
Su gran juego mostrado en El Nacional despertaron el interés por parte del equipo universitario, así llegó a la institución quiteña a los 21 años de edad, tuvo su debut en el primer equipo de Liga el 9 de febrero de 2019, en el partido de la fecha 1 de la LigaPro ante el Centro Deportivo Olmedo, fue titular aquel partido que terminó en victoria de LDU por 3-2. En junio de 2022 rescindió contrato con el club albo.

### Guayaquil City
El 13 de junio de 2022 fue anunciado como refuerzo de Guayaquil City Fútbol Club de la Serie A. Dejó la institución guayaquileña al finalizar su contrato en noviembre.

### Orense
En noviembre de 2022 firmó por un año con Orense Sporting Club para la temporada 2023. Dejó el club a mitad de año.

### Técnico Universitario
En julio de 2023 se unió por seis meses a Técnico Universitario de Ambato.

## Selección nacional

### Categorías inferiores

#### Participaciones en Sudamericanos
| Campeonato                  | Sede    | Resultado  | Partidos | Goles |
| --------------------------- | ------- | ---------- | -------- | ----- |
| Sudamericano Sub-20 de 2017 | Ecuador | Subcampeón | 6        | 0     |

### Selección absoluta

#### Participaciones en eliminatorias
| Eliminatorias      | Sede            | Resultado   | Partidos | Goles |
| ------------------ | --------------- | ----------- | -------- | ----- |
| Eliminatorias 2022 | América del Sur | Clasificado | 1        | 0     |

### Partidos internacionales
Actualizado al último partido disputado el 17 de noviembre de 2020.
| \| N.° \| Fecha \| Ciudad \| Rival \| Resultado \| Resultado \| Competencia \| \| --- \| ----------------------- \| ------ \| -------- \| --------- \| --------- \| ----------------------------------- \| \| 1. \| 17 de noviembre de 2020 \| Quito \| Colombia \| 6-1 \| Victoria \| Eliminatorias al Mundial Catar 2022 \| |                         |        |          |           |           |                                     |
| N.° | Fecha                   | Ciudad | Rival    | Resultado | Resultado | Competencia                         |
| 1. | 17 de noviembre de 2020 | Quito  | Colombia | 6-1       | Victoria  | Eliminatorias al Mundial Catar 2022 |

## Estadísticas

### Clubes
Actualizado al último partido disputado el 29 de junio de 2025.
| Club                                   | Div.          | Temporada     | Liga  | Liga  | Copas nacionales | Copas nacionales | Copas internacionales | Copas internacionales | Total | Total |
| Club                                   | Div.          | Temporada     | Part. | Goles | Part.            | Goles            | Part.                 | Goles                 | Part. | Goles |
| -------------------------------------- | ------------- | ------------- | ----- | ----- | ---------------- | ---------------- | --------------------- | --------------------- | ----- | ----- |
| El Nacional · Ecuador                  | 1.ª           | 2015          | 19    | 1     | Inexistentes     | Inexistentes     | Inexistentes          | Inexistentes          | 19    | 1     |
| El Nacional · Ecuador                  | 1.ª           | 2016          | 23    | 2     | Inexistentes     | Inexistentes     | Inexistentes          | Inexistentes          | 23    | 2     |
| El Nacional · Ecuador                  | 1.ª           | 2017          | 34    | 11    | Inexistentes     | Inexistentes     | 0                     | 0                     | 34    | 11    |
| El Nacional · Ecuador                  | 1.ª           | 2018          | 32    | 5     | Inexistentes     | Inexistentes     | 3                     | 0                     | 35    | 5     |
| El Nacional · Ecuador                  | Total club    | Total club    | 108   | 19    | 0                | 0                | 3                     | 0                     | 111   | 19    |
| Liga Deportiva Universitaria · Ecuador | 1.ª           | 2019          | 21    | 1     | 3                | 1                | 3                     | 0                     | 27    | 2     |
| Liga Deportiva Universitaria · Ecuador | 1.ª           | 2020          | 17    | 7     | 1                | 0                | 4                     | 2                     | 22    | 9     |
| Liga Deportiva Universitaria · Ecuador | 1.ª           | 2021          | 24    | 7     | 1                | 0                | 7                     | 0                     | 32    | 7     |
| Liga Deportiva Universitaria · Ecuador | 1.ª           | 2022          | 11    | 0     | 0                | 0                | 5                     | 0                     | 16    | 0     |
| Liga Deportiva Universitaria · Ecuador | Total club    | Total club    | 73    | 15    | 5                | 1                | 19                    | 2                     | 97    | 18    |
| Guayaquil City · Ecuador               | 1.ª           | 2022          | 12    | 1     | 0                | 0                | Inexistentes          | Inexistentes          | 12    | 1     |
| Guayaquil City · Ecuador               | Total club    | Total club    | 12    | 1     | 0                | 0                | 0                     | 0                     | 12    | 1     |
| Orense · Ecuador                       | 1.ª           | 2023          | 9     | 1     | 0                | 0                | Inexistentes          | Inexistentes          | 9     | 1     |
| Orense · Ecuador                       | Total club    | Total club    | 9     | 1     | 0                | 0                | 0                     | 0                     | 9     | 1     |
| Técnico Universitario · Ecuador        | 1.ª           | 2023          | 14    | 1     | 0                | 0                | Inexistentes          | Inexistentes          | 14    | 1     |
| Técnico Universitario · Ecuador        | Total club    | Total club    | 14    | 1     | 0                | 0                | 0                     | 0                     | 14    | 1     |
| Aucas · Ecuador                        | 1.ª           | 2024          | 7     | 0     | 0                | 0                | 1                     | 0                     | 8     | 0     |
| Aucas · Ecuador                        | Total club    | Total club    | 7     | 0     | 0                | 0                | 1                     | 0                     | 8     | 0     |
| Macará · Ecuador                       | 1.ª           | 2024          | 14    | 4     | 1                | 0                | Inexistentes          | Inexistentes          | 15    | 4     |
| Macará · Ecuador                       | 1.ª           | 2025          | 16    | 3     | 0                | 0                | Inexistentes          | Inexistentes          | 16    | 3     |
| Macará · Ecuador                       | Total club    | Total club    | 30    | 7     | 1                | 0                | 0                     | 0                     | 31    | 7     |
| Total carrera                          | Total carrera | Total carrera | 253   | 44    | 6                | 1                | 23                    | 2                     | 282   | 47    |
| 1. 2.                                  |               |               |       |       |                  |                  |                       |                       |       |       |

### Participaciones internacionales
| Torneo                 | Club        | Resultado    |
| ---------------------- | ----------- | ------------ |
| Copa Libertadores 2017 | El Nacional | Primera fase |
| Copa Sudamericana 2018 | El Nacional | Segunda fase |

## Palmarés

### Campeonatos nacionales
| Título               | Club                         | Año     |
| -------------------- | ---------------------------- | ------- |
| Copa Ecuador         | Liga Deportiva Universitaria | 2018-19 |
| Supercopa de Ecuador | Liga Deportiva Universitaria | 2020    |
| Supercopa de Ecuador | Liga Deportiva Universitaria | 2021    |